# Era Open
Era Open ou Era Aberta. Chama-se Open (aberto), em esporte, um torneio "aberto a todos". O termo tem sua origem no verbo inglês "to open", que significa "abrir".
No tênis, a era Open começou em 1968, quando os torneios do Grand Slam, como o Torneio de Wimbledon, abandonaram as antigas regras de amadorismo e permitiram a participação de profissionais.